# Euphorbia alainii
Euphorbia alainii es una especie fanerógama perteneciente a la familia de las euforbiáceas. Es endémica de la Hispaniola.

## Taxonomía
Euphorbia alainii fue descrita por Robertus Cornelis Hilarius Maria Oudejans y publicado en Records of the Albany Museum 4: 93. 1931.
Etimología
Euphorbia: nombre genérico que deriva del médico griego del rey Juba II de Mauritania (52 a 50 a. C. - 23), Euphorbus, en su honor – o en alusión a su gran vientre –  ya que usaba médicamente Euphorbia resinifera. En 1753 Carlos Linneo asignó el nombre a todo el género.
alainii: epíteto otorgado en honor del hermano Alain, Henri Alain Liogier (1916 - 2009), botánico de origen francés afincado en Texas.
Sinonimia
- Chamaesyce montana Alain[5]